# Japón en los Juegos Paralímpicos de Albertville 1992
Japón estuvo representado en los Juegos Paralímpicos de Albertville 1992 por quince deportistas, once hombres y cuatro mujeres.

## Medallistas
El equipo paralímpico japonés obtuvo las siguientes medallas:
| Nombre        | Deporte      | Evento                        |
| ------------- | ------------ | ----------------------------- |
| Oro           |              |                               |
| —             |              |                               |
| Plata         |              |                               |
| —             |              |                               |
| Bronce        |              |                               |
| Toshiko Gouno | Esquí alpino | Eslalon LW10-11 femenino      |
| Toshiko Gouno | Esquí alpino | Supergigante LW10-11 femenino |